# Время дьявола (фильм)
Время дьявола (филипп. Ang Panahon ng Halimaw) — черно-белый филиппинский музыкальный фильм 2018 года, поставленный режиссером Лавом Диасом. Фильм принимал участие в конкурсной программе 68-го Берлинского международного кинофестиваля, где 20 февраля 2018 года состоялась его мировая премьера.

## Сюжет
Конец 1970-х. Военная милиция наводит ужас на жителей отдаленных сел в филиппинских джунглях. Военные создают атмосферу, в которой соседи становятся врагами, и стремятся искоренить традиционную веру крестьян в легенды и духи. Молодой врач Лорена открывает клинику для бедных, но вскоре бесследно исчезает. Ее муж — поэт, активист и учитель Гюго Ганівей — хочет выяснить правду о местонахождении его жены. Когда он прибывает в деревню, где пропала Лорена, то сталкивается с сообществом, в котором царит насилие, деспотизм и жестокость.